# Hernán G. Peralta Quirós
Hernán G. Peralta Quirós (San José, Costa Rica, 1897 - San José, Costa Rica, 1981), abogado e historiador costarricense, hijo de Marcial Peralta Arriola y Juana Quirós. Casó con Dolores Zeller, destacada pintora.
Se graduó de licenciado en Leyes en la Escuela de Derecho de Costa Rica. 
Publicó numerosas obras, entre ellas España y América (1918), Don Rafael Yglesias. Apuntes para una biografía (1928), Agustín de Iturbide y Costa Rica (1944), Costa Rica y la Fundación de la República (1948), El pacto de Concordia. Orígenes del Derecho Constitucional de Costa Rica (1952), Vidas costarricenses. Don José María de Peralta (1956) y El Derecho Constitucional en la Independencia de Costa Rica (1965). Ingresó a la Academia Costarricense de la Lengua en 1947 (silla J) y de 1959 a 1983 fue director de esa corporación. 
Fue ministro plenipotenciario de Costa Rica en el Perú de 1953 a 1954.
- Datos: Q5896140